# Линн Бари
Линн Бари (англ. Lynn Bari, 18 декабря 1913 — 20 ноября 1989); настоящее имя Маргарет Скайлер Фишер (англ. Margaret Schuyler Fisher) — американская актриса, которая играла в основном злодеек и убийц. Она снялась в более чем 100 фильмах компании «20th Century Fox» с начала 1930-х по 1940-е годы.

## Ранние годы
Линн Бари родилась в городе Роанок, штат Виргиния, росла в Линчберге, штат Виргиния, а в подростковые годы вместе с семьёй перебралась в Лос-Анджелес, штат Калифорния. Бари была единственной дочерью Джона Мейнарда Фишера и его жены Марджори Хэлпен, также в семье был младший сын Джон. Фишер умер в 1920 году, после чего его вдова перевезла семью в Линчберг, штат Виргиния. Там мать Бари познакомилась и вышла замуж за преподобного Роберта Бизера, министра религии. Получив должность в церкви в Бостоне, Бизер перевёз семью в Массачусетс. Позже Бари вспоминала, что другие дети в школе сделали невыносимой жизнь её и брата, высмеивая их южный акцент. Решив избавиться от него, Бари стала принимать участие в любительских постановках и брала уроки речи. Бари была в восторге, когда в 13 лет она узнала, что её отчима перевели в Лос-Анджелес, где он позже стал главой Института религиозных наук.
В 14 лет, учась в театральном кружке, она взяла себе сценический псевдоним «Линн Бари». Имя она позаимствовала у Линн Фонтэнн, главной театральной звезды того времени, а фамилию у писателя-драматурга Джеймса Барри. После прочтения рассказа об итальянском городе Бари она решила изменить написание фамилии.

## Карьера
Бари была одной из 14 молодых девушек, «начинающих путь кинозвезды», 6 августа 1935 года, каждая из них заключила контракт с «20th Century Fox» на 6 месяцев, перед этим проведя 18 месяцев в учебной школе компании. Контракты включали в себя возможность продлить контракт на срок до семи лет.
В большинстве свои ранних фильмов у Бари были эпизодические роли секретарш или девушек в хоре. Она изо всех сил пыталась получить главные роли, но соглашалась на любую предлагаемую ей работу. Редкие главные роли были в фильмах «Китаянка» (1942), «Привет, Фриско, Привет» (1943), и «Удивительный мистер Икс» (1948). В фильме нуар «Шок» (1946) Бари сыграла главную женскую роль злодейки, а в фильме «Ноктюрн» (1946) — подозреваемой. Исключением стала историческая драма «Мост короля Людовика Святого» (1944), где она сыграла знаменитую актрису. Согласно опросу, проведённому во время Второй Мировой Войны, Бари была второй, девушкой-подростком, после знаменитой Бетти Грейбл.
Кинокарьера Бари начала выдыхаться в начале 1950-х годов, когда приближалась её 40-летие. И в течение двух следующих десятилетий, она продолжала работать в более ограниченном темпе, играя роли матерей, а не соблазнительниц. Она играла роль матери суицидального подростка в драме «На свободу» (1951), а также ряд других вспомогательных ролей.
Последним появлением в кино, стала роль матери мятежного подростка Патти МакКормак в фильме «Молодые беглецы» (1958). А её последним появлением на телевидении были эпизодические роли в сериалах «Девушка от Д. Я. Д. И.» (1966—1967) и «ФБР» (1965—1974).
Её удачно подхватило волной начала развития телевидения в течение 1950-годов. Она снялась в прямом эфире ситкома «Жена детектива» (1950), который показывали по телевидению летом 1950 года.
В 1955 году Бари снялась в эпизоде «Прекрасная мисс Х», в телевизионной синдикации криминальной драмы «Городской детектив», главную роль в котором играл Род Камерон. В 1960 году она сыграла американскую преступницу Белль Старр, в дебютной серии «Опасный проход» западного сериала «Надземная тропа» (1960), главные роли в котором играли Уильям Бендикс и Даг Макклёр, а приглашёнными звёздами были Роберт Дж. Уилки и Коул Янгер.
С июля по сентябрь 1952 года на канале NBC показывали ситком «Леди Босс», в качестве летней замены сериала «Театр у камина». Она играла роль Гвен Ф. Аллен, обаятельного топ-менеджера строительной фирмы. Главная проблема её героини заключались в том, чтобы найти генерального менеджера, который не влюбится в неё.

Комментируя свои роли «других женщин», Бари однажды сказала: 
Мне кажется, что я женщина с пистолетом в сумочке. Я в ужасе от оружия. Я перехожу с одной съёмочной площадки на другую, стреляя в людей и похищая мужей!

## Поздние годы и смерть
В 1960-е годы Бари гастролировала с постановкой «Босиком в парке», играя роль матери невесты. После ухода из постановки в 1970-х, Бари перебралась в Санта-Монику, штат Калифорния. В последние годы она страдала от артрита.
20 ноября 1989 года Бари была найдена мёртвой в своём доме, от очевидного сердечного приступа. Она была кремирована, а её прах развеян в море.

## Личная жизнь
Бари трижды была замужем. Первым мужем был агент Уолтер Кейн, их брак продлился с 1939 по 1943 гг. Вторым мужем был Сидни Луфт, этот брак длился с 28 ноября 1943 по 26 декабря 1950. В этом браке у неё родилась дочь 7 августа 1945, в больнице Св. Иоанна в Санта-Монике, штат Калифорния, но она умерла на следующий день. Два года спустя, в 1948 году у них родился сын Джон Майкл Луфт. Джон Майкл был объектом «борьбы за опеку» между Луфт и Бари. В ноябре 1958, судья Лос-Анджелеса принял решение в пользу Бари. Решение было основано на том, что бытовые условия Луфт «были не подходящим местом для воспитания мальчика». 30 августа 1955 она вышла замуж за психиатра Натана Раклза, но и этот брак завершился разводом в 1972 году.
Бари была убеждённым республиканцем, она активно поддерживала консервативные взгляды, агитировала в продвижении в президенты республиканцев, от Гувера до Рэйгана, а также была постоянным участником национальных конвенций Республиканской партии.

## Память
В 2010 году, историк Джефф гордон опубликовал биографию «Чертовка» («Foxy Lady»), основанную на интервью, взятых незадолго до её смерти.
У Линн Бари две звезды на Голливудской «Аллее славы», за вклад в развитие киноиндустрии — 6116, и за вклад в развитие телевидения — 6323, обе находятся на голливудском бульваре.